# Stare Miasto (Elbląg)
Stare Miasto – najstarsza dzielnica i jedna z południowych dzielnic Elbląga.

## Położenie
Stare Miasto znajduje się w południowej części miasta. Graniczy z takimi dzielnicami jak: Osiek, Nowe Miasto, Śródmieście, Wyspa Spichrzów oraz Łasztownia. Jej zachodnią granicę wyznacza rzeka Elbląg, południową – al. Tysiąclecia, wschodnią ulica Rycerska, a północną ulice Wałowa oraz Stoczniowa.

## Historia
Założone po 1237 roku przez mistrza krajowego Hermana von Balka. Zgodnie ze zwyczajem miast nadbałtyckich ulice wytyczano prostopadle do rzeki, a przecinająca je w poprzek ulica tworzyła rynek, na którym miał być wybudowany ratusz (obecnie w centrum rynku stoi kościół św. Mikołaja). Prawa miejskie nadane zostały 10 kwietnia 1237 roku. Do 1337 roku było jedynym organizmem miejskim w Elblągu. Zamek krzyżacki (podstawa Starego Miasta) został zniszczony 12 lutego 1454 roku. W 1503 roku powierzono Elblągowi funkcję strażnika pieczęci Prus Królewskich. Podczas I wojny światowej praktycznie nie ucierpiało. Jedynym zniszczeniem było spalenie Mostu Wysokiego w dniu 8 lipca 1917 roku, ale nie było spowodowane działaniami wojennymi. Stare Miasto znacznie ucierpiało w lutym 1945 roku, gdy w wyniku walk Armii Czerwonej z niemieckimi obrońcami miasta zostało zniszczone w 90%. Po 1947 roku podjęto decyzję o rozebraniu pozostałych ruin, a resztki cegieł przewieziono na potrzeby odbudowy Warszawy. Dopiero rozpoczęta w latach 80. rewitalizacja powoli zabudowywała, pusty do tej pory plac przed Katedrą św. Mikołaja. W latach 1895–1969 ulicami elbląskiej starówki kursowały tramwaje. Obecnie na Starym Mieście trwa zakrojona na szeroką skalę odbudowa dzielnicy. Co roku zabudowywane są nowe kwartały ulic. Kamieniczki, które powstają, nawiązują do dawnego stylu, a niektóre z nich są identycznymi kopiami istniejących tam wcześniej. Elbląskie Stare Miasto to również jeden z największych w Europie pod względem powierzchni teren objęty kompleksowymi badaniami archeologicznymi.

## Ważniejsze budynki i obiekty

### Istniejące

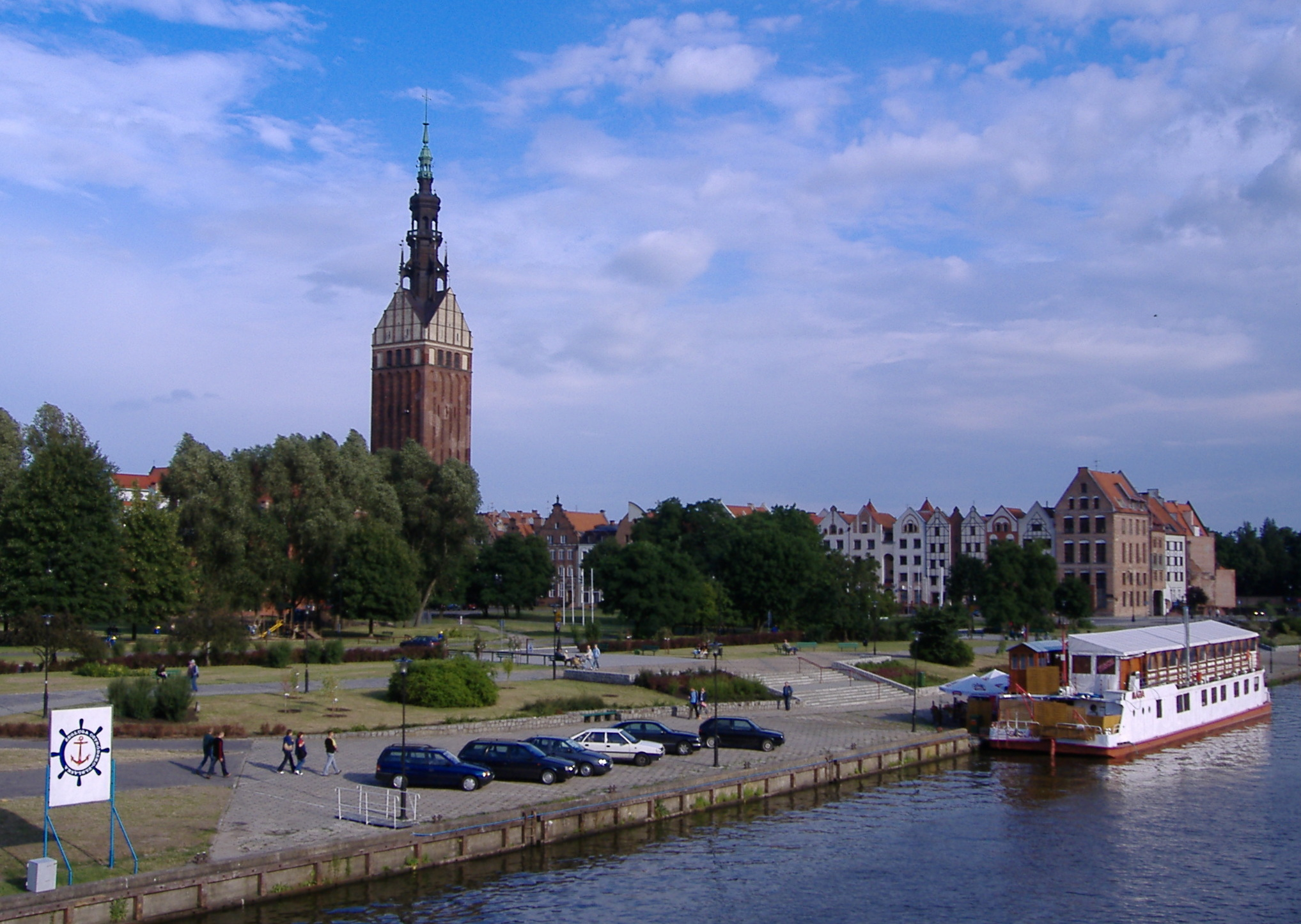
Widok na Stare Miasto znad rzeki Elbląg (2005)

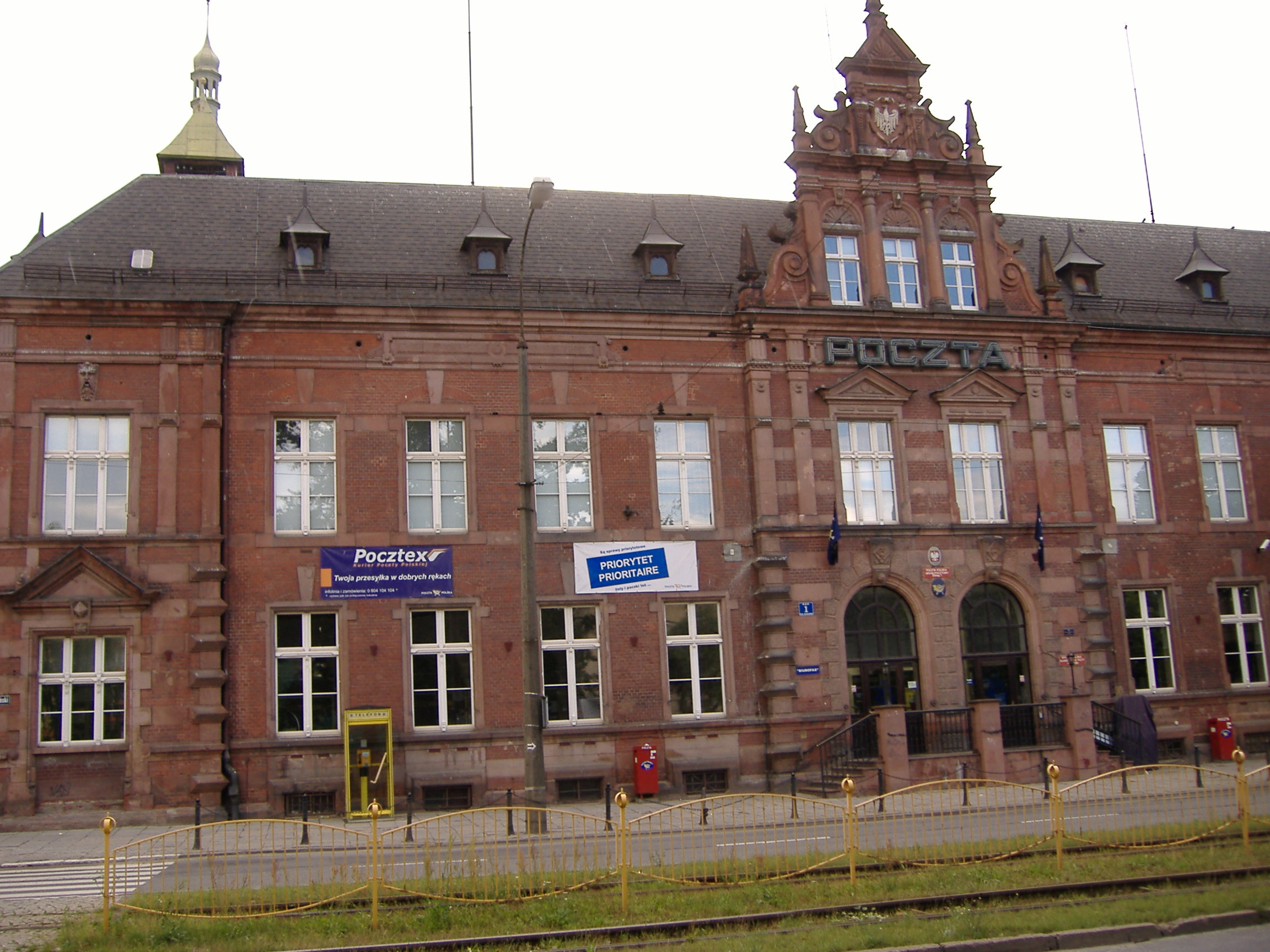
Budynek poczty przy Placu Słowiańskim

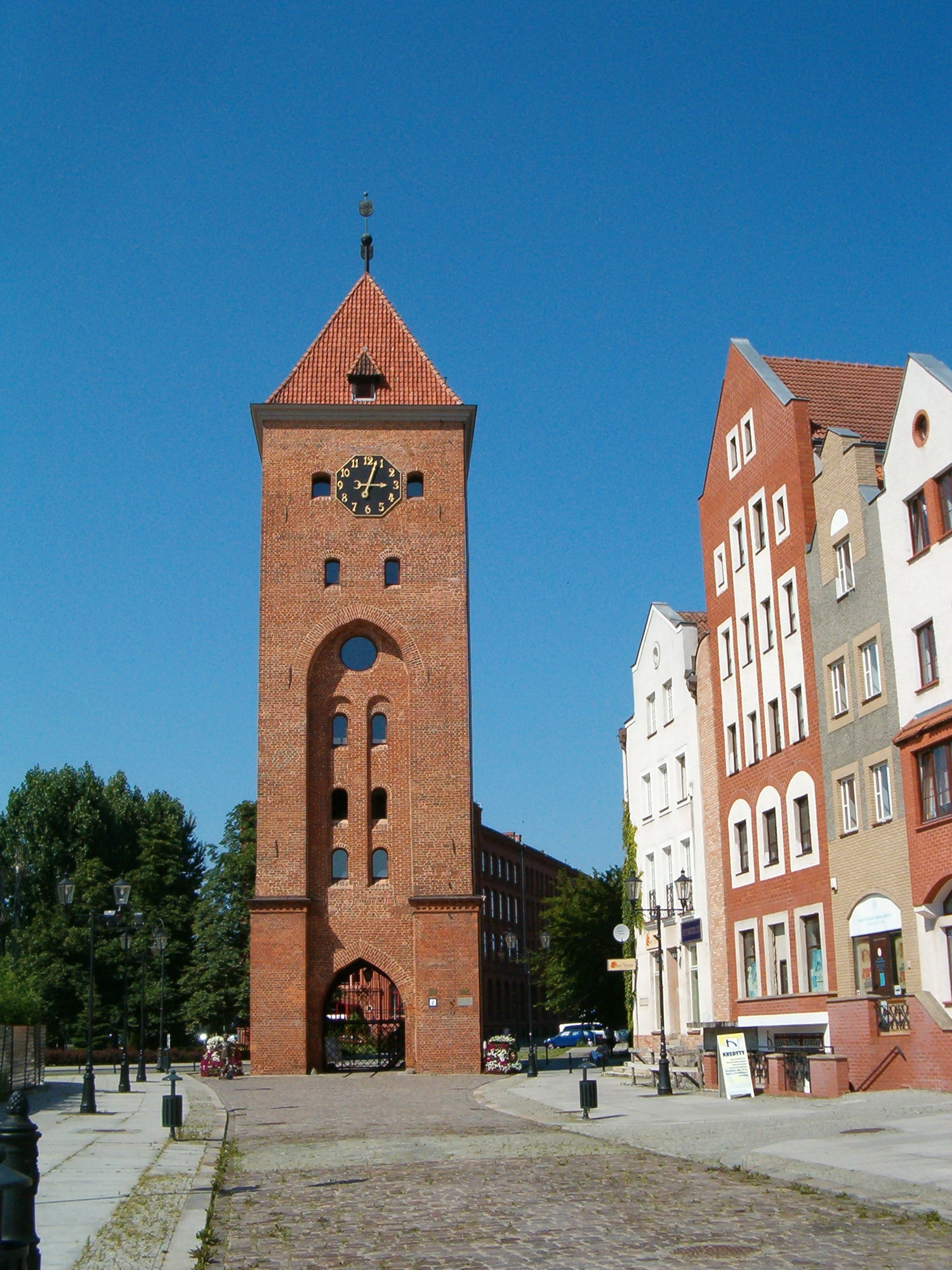
Brama Targowa (brama północna) w Elblągu

- kościół katedralny św. Mikołaja, XIII-XV w., przebudowany po pożarze w końcu XVIII w., z cennym wyposażeniem wnętrza (późnogotyckie tryptyki, gotyckie drewniane figury apostołów w nawie głównej, chrzcielnica brązowa z XIV w.)
- Brama Targowa z XIV w. i pozostałości fortyfikacji miejskich,
- Ścieżka kościelna
- Muzeum Archeologiczno-Historyczne w Elblągu, dawniej Gimnazjum Akademickie w Elblągu
- Kościół Św. Ducha
- Biblioteka Elbląska
- Galeria EL – dawniej kościół podominikański NMP, XIII-XVI w., częściowo zburzony w 1945, zrekonstruowany w latach 60.; dawny ołtarz główny zachował się kościele katedralnym, pozostałe wyposażenie (prospekt organowy, epitafia, empory) uległo zniszczeniu.
- budynek Poczty Polskiej
- Zespół dawnego zamku i podzamcza
- Prokuratura Okręgowa
- Urząd Kontroli Skarbowej
- Zespół Szkół Techniczno-Informatycznych
- pomnik „Piekarczyka”
- I Liceum Ogólnokształcące
- Zespół Szkół Zawodowych nr 1
- Gimnazjum nr 8
- przystań „Żeglugi Elbląsko-Ostródzkiej”
- Wydział Zamiejscowy Szkoły Wyższej im. Bogdana Jańskiego

### Nieistniejące
- kamienice późnogotyckie, renesansowe i manierystyczne (w większości zniszczone w 1945)
- Klasztor i kaplica Katarzynek (klasztor 1893, kaplica 1912)
- Ratusz (pocz. XIV wieku-1777)
- Dwór Artusa (1582-1878)
- Dom Królewski (Könighaus), zniszczony w 1945, w jego miejscu obecnie hotel „Elbląg”
- zamek krzyżacki (na południe od ob. ul. Gimnazjalnej)

## Wykaz ulic dzielnicy

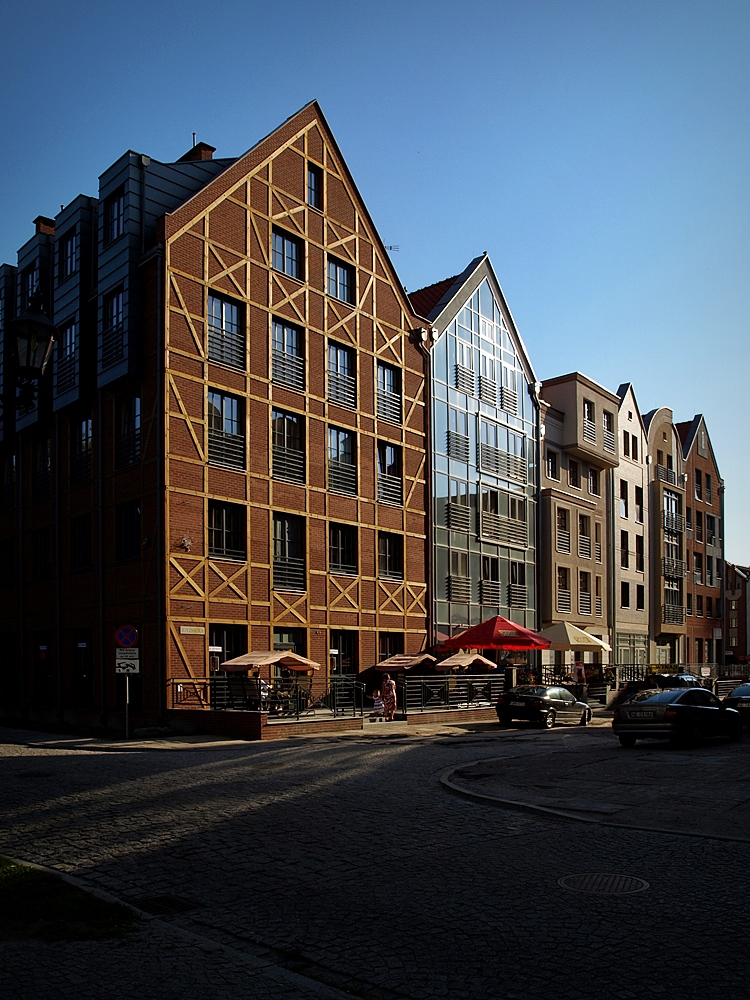
Ul. Rzeźnicka – współczesne elbląskie kamieniczki wybudowane zgodnie z koncepcją tzw. retrowersji

- Bednarska
- Bulwar Zygmunta Augusta
- Drzewna
- Garbary
- Gimnazjalna
- Klasztorna
- Kowalska
- Kumieli
- Kuśnierska
- Mennicza
- Mostowa
- Murarska
- Pocztowa
- Przy Bramie Targowej
- Przymurze
- Rybacka
- Rycerska
- Rzeźnicka
- Schichaua Ferdinanda, skwer
- Służebna
- Stary Rynek
- Stoczniowa
- Studzienna
- Sukienicza
- Ścieżka Kościelna
- Świętego Ducha
- Tamka
- Tysiąclecia, al.
- Wałowa
- Wapienna
- Wieżowa
- Wigilijna
- Wodna
- Zamkowa

## Komunikacja
Na Stare Miasto można dojechać:
- tramwajami Zakładu Komunikacji Miejskiej w Elblągu linii numer: 1, 2, 3;
- autobusami ZKM linii numer: 10, 12, 14, 15, 21[1].